# Podi (Bar)
Pour les articles homonymes, voir Podi.
Podi (en serbe cyrillique : Поди) est un village du sud du Monténégro, dans la municipalité de Bar.

## Démographie

### Évolution historique de la population
| 1948 | 1953 | 1961 | 1971 | 1981 | 1991 | 2003 |
| ---- | ---- | ---- | ---- | ---- | ---- | ---- |
| 152  | 167  | 176  | 162  | 124  | 177  | 156  |